# Daniel Sordo
Daniel „Dani“ Sordo (* 2. května 1983 Torrelavega) je španělský jezdec mistrovství světa v rallye.
Sordo se na počátku kariéry věnoval motokrosu, cestovním vozům a motokárám; nakonec si vybral rallye.
Stal se tam Mistrem JWRC 2005 (jedním z jeho soupeřů byl Čech Pavel Valoušek) s vozem Citroën C2 S1600. Jeho současným týmem je Hyundai Shell Mobis WRT a naviguje jej Cándido Carrera .